# Singapore (Michigan)

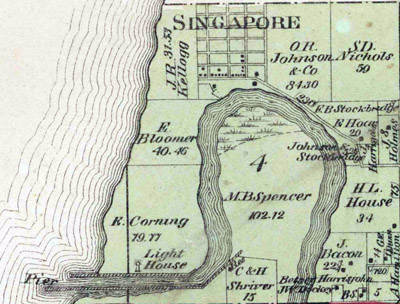
Historische Karte von Singapore, 1873.

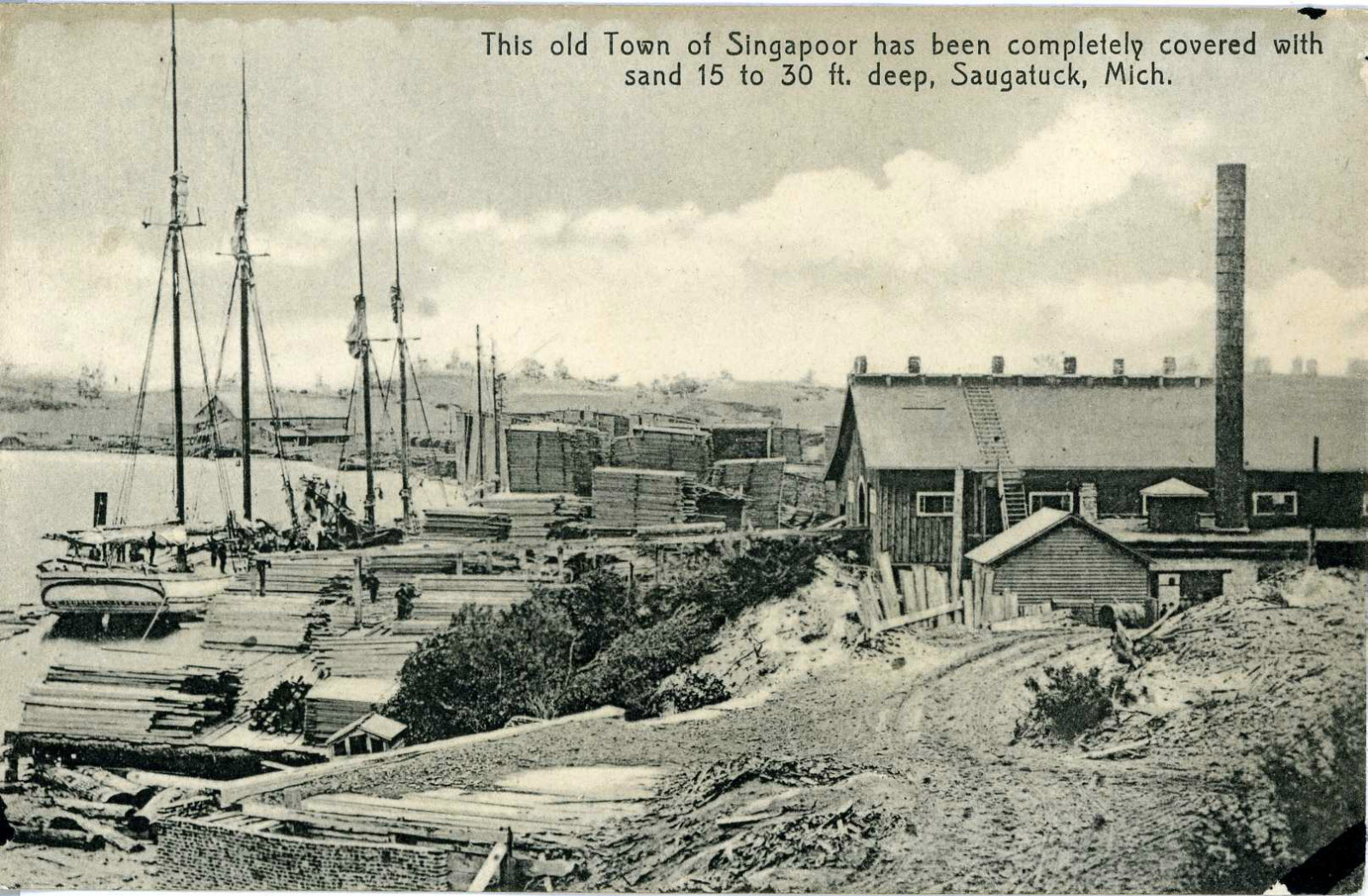
Singapore während der Blütezeit, um 1870.

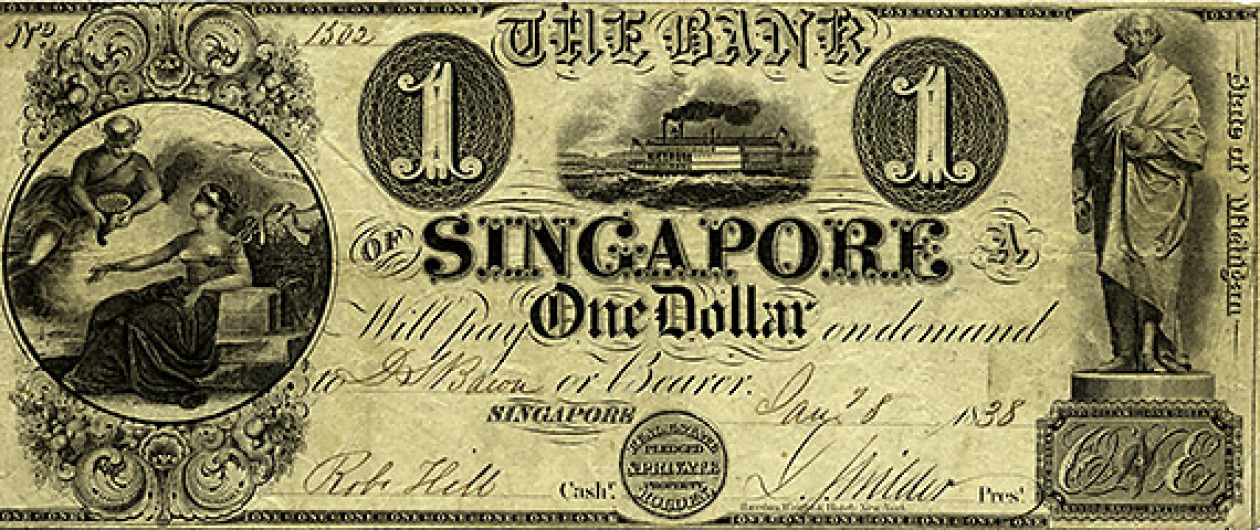
In Singapore herausgegebene Dollar-Note.

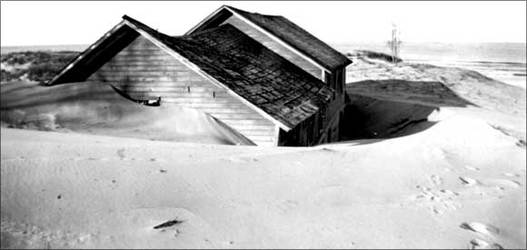
Singapore, Wanderdünen überdecken die Häuser, frühes 20. Jhd.

Singapore ist eine Wüstung im Allegan County im amerikanischen Bundesstaat Michigan, in der Nähe der Ortschaften Saugatuck und Douglas.
Der Ort wurde 1836 am Ufer des Michigansees an der Mündung des Kalamazoo Rivers in den Michigansee als Siedlung mit holzverarbeitender Industrie gegründet. In den 1870er Jahren musste die Siedlung wieder aufgegeben werden. Nachdem die Wälder der Umgebung abgeholzt waren, war Singapore schutzlos dem Wind ausgesetzt; die Bewohner verließen den Ort und die Ortschaft wurde vollständig unter Sanddünen begraben.

## Ortsgründung
Singapore wurde 1836 durch den New Yorker Grundstücksspekulanten Oshea Wilder gegründet, der hoffte, eine Hafenstadt aufzubauen, die es mit Chicago und Milwaukee aufnehmen könnte. Auf dem Höhepunkt ihrer Entwicklung hatte die Ortschaft drei Sägewerke, zwei Hotels, mehrere Gemischtwarenläden, eine Bank und Michigans erstes staatliches Schulhaus. Insgesamt hatte die Stadt 23 Gebäude.

## Bankskandal
Der Singaporer Bankskandal hielt den Ort unabhängig von seiner kurzen Existenz im historischen Gedächtnis. Im Jahr 1838 gab es im Allegan County zwei Banken: die Bank of Allegan und die Bank of Singapore. Beide gehörten zu den sogenannten Wildcat-Banken (Banken unter Aufsicht des jeweiligen Bundesstaates, nicht der US-Bundesverwaltung).
Bis 1838 waren über 50.000 US-Dollar in von der Bank of Singapore gedruckten Banknoten im Umlauf. Kurz nach dem Bürgerkrieg wurde die Bank of Singapore in einen Bankskandal verwickelt. Staatliche Banken waren verpflichtet, Bargeld im Wert von mindestens einem Drittel der im Umlauf befindlichen Banknoten bereitzuhalten. Weder die Bank of Singapore noch die Bank of Allegan waren hierzu in der Lage. Als ein Inspektor zu ihnen kam, taten sie sich zusammen und zeigten ihm nacheinander dasselbe Bargeld.

## Das Ende der Ansiedlung
Am 8. Oktober 1871 wüteten in mehreren Städten rund um den Michigansee Großbrände, bekannt wurden insbesondere die Brände in Chicago (Großer Brand von Chicago), in Holland und in Peshtigo. Dadurch entstand ein großer Bedarf an Bauholz, der u. a. von der Holz-Industrie in Singapore gedeckt wurde – mit verheerenden Folgen für den Ort selbst: Die Waldbestände rund um Singapore hatten nicht nur der Holzproduktion gedient, sondern den Ort auch vor Erosion und Dünenbildung geschützt. Nach 1871 war dieser Schutz vollständig abgeholzt worden und wenige Jahre später musste der Ort aufgegeben werden, weil die Häuser von den Sanddünen begraben wurden. 1875 wurde das größte Sägewerk aufgegeben; anschließend wurden mehrere Häuser komplett umgesetzt nach Saugatuck und der Ort wurde verlassen. 1883 waren noch etwa 12 Häuser, eines der Sägewerke und ein Hotel vorhanden, die aber in den folgenden Jahren auch von Sand bedeckt wurden. Bis in die 1980er Jahre ließen sich anhand der Sandformationen noch Gebäude erkennen, anschließend war der Ort vollständig verschwunden.